# Fontanelice
Fontanelice é uma comuna italiana da região da Emília-Romanha, província de Bolonha, com cerca de 1.795 habitantes. Estende-se por uma área de 36 km², tendo uma densidade populacional de 50 hab/km². Faz fronteira com Borgo Tossignano, Casalfiumanese, Casola Valsenio (RA), Castel del Rio.

## Demografia
| Variação demográfica do município entre 1861 e 2011                               |
|                                                                                   |
| Fonte: Istituto Nazionale di Statistica (ISTAT) - Elaboração gráfica da Wikipedia |